# Jimmy Tau
Jimmy Tau (ur. 23 lipca 1980 r.) – piłkarz południowoafrykański grający na pozycji obrońcy.

## Kariera klubowa
Jimmy zaczynał swoją karierę w prowincjonalnym klubie Basotho Tigers w 1999 roku, grał tam do 2001 roku. Wystąpił w 34 meczach, strzelając 8 goli. Po jakimś czasie zgłosił się po niego klub grający w Premier Soccer League - Maritzburg City. Po udanym sezonie w tym klubie przeszedł do jednego z najlepszych klubów w Afryce - Orlando Pirates. Bronił udanie barw tego klubu przez dwa sezony. W sezonie 2004-2005, stracił miejsce w składzie, a trener Irvin Khoza nie stawiał na niego. Zdecydował się więc na przenosiny do Kaizer Chiefs, gdzie gra do dziś.

## Kariera reprezentacyjna
Jimmy Tau zaczął być regularnie powoływany do reprezentacji jeszcze za kadencji Ephraim Mashaby, ale dopiero za kadencji Stuarta Baxtera, a następnie Carlosa Alberto Parreiry regularnie otrzymywał szanse gry i znalazł się w kadrze na Pucharze Narodów Afryki 2006.